# 1-й Стрелецкий проезд
Пе́рвый Стреле́цкий проезд — улица на севере Москвы в районе Марьина Роща Северо-Восточного административного округа, между Стрелецкой улицей и железнодорожной линией Алексеевской соединительной ветки. 1—4-й Стрелецкие переулки возникли как 1—4-й Церковные проезды (по какой церкви названы — неизвестно). Переименованы в 1954 году по Стрелецкой улице, к которой примыкают.

## Расположение
1-й Стрелецкий проезд проходит с юга на север, начинается от Стрелецкой улицы, пересекает Полковую улицу (слева) и 5-й проезд Марьиной Рощи (справа) и заканчивается у железнодорожной линии Алексеевской соединительной ветки (перегон Москва-Станколит—Ржевская).